# گراهام آرمیتاژ
گراهام آرمیتاژ (انگلیسی: Graham Armitage؛ ۲۴ آوریل ۱۹۳۶ – ۶ مارس ۱۹۹۹) هنرپیشه اهل بریتانیا بود.
وی بازیگر فیلم‌هایی همچون روز پنجم صلح، بنال وطن و دکتر هو بوده‌است.